# Орашти (Алба)
Орашти (рум. Orăști) насеље је у Румунији у округу Алба у општини Пошага. Општина се налази на надморској висини од 649 m.

## Становништво
Према подацима из 2002. године у насељу је живело 126 становника, од којих су сви румунске националности.